# Dugesia
Dugesia, monotipski rod glavočika smješten u vlastiti podtribus Dugesiinae,  dio tribusa Heliantheae. Jedina vrsta je D. mexicana, meksičkii endem iz država Durango, México, Michoacan, Queretaro, Hidalgo, Puebla, San Luis Potosi, Tlaxcala, Veracruz.

## Sinonimi
- Lindheimera mexicana A.Gray; Proc. Amer. Acad. Arts 15: 34 (1880)
- Schizoptera lyrata Klatt; Annal. Naturh. Hofmus. Wien 9: 360 (1804)